# Periklís Argyrópoulos (1881-1966)
Pour les articles homonymes, voir Periklis Argyropoulos, Famille Argyropoulos et Argyropoulos.
Periklis Argyropoulos (Athènes, 21 mars 1881 - Athènes, 20 août 1966) est un homme politique grec qui exerça notamment les charges de gouverneur de Macédoine (1917-1918) et de ministre des Affaires étrangères de la Deuxième République hellénique (1926, 1929 et 1932). Beau-frère du député français Guy de Wendel, il est également ministre plénipotentiaire à Stockholm (1918), au Caire (1920) et à Ankara (1925-1926) ainsi qu'ambassadeur de Grèce en France (1944-1945).